# トン・ピョウ
トン・ピョウ（ビル・トン、漢字表記：董驃、英語表記：Bill Tung。1933年3月30日 - 2006年2月22日）は香港の競馬評論家・俳優である。本名は朱文彪。

## プロフィール

### 競馬評論家・調教師として
祖父は、香港ジョッキークラブに所属した初の中国人調教師であり、父も調教師であった。董驃自身も父親の経営する厩舎兼住居で産まれ、周りにいつも馬の居る環境で育った。8歳で乗馬の訓練を始め、13歳で競走馬の調教を開始した後、ジョッキークラブの主催する競馬学校で騎手の訓練を受け、アマチュア騎手が乗っていた香港で初のプロ騎手の一員となった。1958年には、シンガポールやイギリスで騎乗して1勝を得ている。
その後、騎手を辞めて地元新聞社で競馬予想を行っていたが、1967年、地元テレビ局の麗的電視（後のATV）が放送を開始する競馬中継（賽馬直撃）と「競馬結果」（賽馬結果）の解説者として招かれ、2年間の中断期間を除き、ATVの競馬中継放送権がTVBに移る1997年までの30年間にわたり、同局の競馬番組で解説者兼実況アナウンサーとして出演し、視聴者からは「驃叔」（驃おじさん）と親しまれた。
董驃が中継内で発言する騎手や調教師、ジョッキークラブに対しての苦言は、多くの競馬ファンから支持を集めた一方、香港ジョッキークラブは快く思っておらず、発言を巡ってジョッキークラブとの間で問題が生じた事が度々あり、1997年の放送権移動も、董驃の発言から契約延長がこじれた事が要因のひとつと言われている。
ATVの放送が無くなった1997年秋からは、香港電台でラジオの競馬中継に出演したが、董驃が出演してから聴取率が上昇したという。また9月には、マカオジョッキークラブで念願の調教師免許を獲得し、タイパ競馬場で厩舎を開業した。1997-1998年シーズンは、シーズン中に7勝を挙げた馬の活躍もあって年間68勝を記録し、当時の最多勝利記録を達成した。2000年からは、地元ラジオ局の競馬評論も行っている。また2001年には、調教師での仕事の傍ら、香港ラジオ局の商業電台で競馬番組のパーソナリティを勤めた。
2003年7月で調教師を引退し、主な活動の場を香港に戻してからは、香港電台の競馬中継の司会を務めた。番組は人気を集めたものの、2005年に入ってから体調を崩した為に長年の競馬評論活動から引退を決心し、3月8日にTVBで放送された同年の香港ダービー予想番組と、香港電台で、香港ダービー競走のパドック周回中の馬の評論を電話で行ったのを最後に、競馬評論から引退した。
2005年7月には病気治療の為芸能界からの引退を宣言して入院し、治療を続けたが、翌2006年2月16日に肺がんで死去した。享年72。3月13日に行われた葬儀には、ジャッキー・チェンやジャッキー・チュン、エリック・ツァンらの俳優や、ジョッキークラブから夏佳理主席らが出席し、盛大に執り行われた。

### 俳優として
董驃は、子供の頃は地元の劇団に入っており、1947年から芸能活動を開始している。数多くの映画やテレビに出演したほか、主題歌も歌っているが、本格的に俳優として活躍を始めたのは、解説者として人気を博していた1978年に、競馬場を舞台としたテレビドラマに出演してからである。以後、マカオで調教師を始めるまで、数多くの映画やテレビドラマ、CM等に出演した。
CMや映画での共演が多いのは、肥姐の異名をとった沈殿霞（リディア・サム）で、小柄な董驃と太った沈殿霞のコンビは人気を博した。
日本公開された映画では、ジャッキー・チェンの『ポリス・ストーリー/香港国際警察』の警部役や署長役で知られている。吹き替えを担当した主な声優は富田耕生や峰恵研、宝亀克寿など。

## 主な出演作品
- 新Mr.Boo!アヒルの警備保障 - 競馬審判員役
- アラン・タムの香港式殺人 追跡25時
- ポリス・ストーリー/香港国際警察
- 幽霊道士
- 新Mr.Boo! お熱いのがお好き
- 逆噴射おもしろ家族 宝くじには御用心
- プロジェクトA2 史上最大の標的
- ポリス・ストーリー2/九龍の眼
- チャイニーズ・ゴースト・バスターズ
- レディ・スクワッド/淑女は拳銃がお好き
- 香港極道 野獣刑事
- 奇蹟/ミラクル
- レディ・スクワッド2
- ワイルド・ヒーローズ 暗黒街の狼たち
- ケネディタウン・ストーリー 嵐の季節
- ポリス・ストーリー3
- プロジェクトS
- 酔拳2
- レッド・ブロンクス
- ファイナル・プロジェクト